# Gran Premio de Bélgica de Motociclismo de 1950
El Gran Premio de Bélgica de Motociclismo de 1950 (oficialmente Grand Prix de Belgique des Motos/Grote Prijs van Belgie voor Moto's) fue la segunda prueba del Campeonato del Mundo de Motociclismo de 1950. Tuvo lugar en el fin de semana del 2 de julio de 1950 en el  Circuito de Spa-Francorchamps en Spa (Bélgica).
La carrera de 500cc fue ganada por Umberto Masetti, seguido de Nello Pagani y Ted Frend. Bob Foster ganó la prueba de 350 cc, por delante de Artie Bell y Geoff Duke. 

## Resultados

### Resultados 500cc
| Pos     | Piloto            | Constructor | Tiempo     | Puntos |
| ------- | ----------------- | ----------- | ---------- | ------ |
| 1       | Umberto Masetti   | Gilera      | 1:12:48.8  | 8      |
| 2       | Nello Pagani      | Gilera      | +31.7      | 6      |
| 3       | Ted Frend         | AJS         | +33.2      | 4      |
| 4       | Carlo Bandirola   | Gilera      | +51.5      | 3      |
| 5       | Arciso Artesiani  | MV Agusta   | +57.7      | 2      |
| 6       | Harry Hinton      | Norton      | +1 Vuelta  | 1      |
| 7       | Bob Foster        | AJS         | +1 Vuelta  |        |
| 8       | Reg Armstrong     | Velocette   | +1 Vuelta  |        |
| 9       | Dickie Dale       | Norton      | +1 Vuelta  |        |
| 10      | Felice Benasedo   | Moto Guzzi  | +1 Vuelta  |        |
| 11      | James Swarbrick   | Norton      | +1 Vuelta  |        |
| 12      | Syd Jensen        | AJS         | +1 Vuelta  |        |
| 13      | Phil Heath        | Norton      | +1 Vuelta  |        |
| 14      | Arthur Wheeler    | Norton      | +1 Vuelta  |        |
| 15      | Auguste Goffin    | Norton      | +1 Vuelta  |        |
| 16      | Albert Vertriest  | Triumph     | +1 Vuelta  |        |
| 17      | Jaak Delsing      | Triumph     | +1 Vuelta  |        |
| 18      | Vaino Hollming    | Norton      | +2 Vueltas |        |
| 19      | Evert Carlsson    | Norton      | +2 Vueltas |        |
| Ret     | Artie Bell        | Norton      | Ret        |        |
| Ret     | Ernest Braine     | Norton      | Ret        |        |
| Ret     | Eric Briggs       | Norton      | Ret        |        |
| Ret     | Eugéne Cordang    | Triumph     | Ret        |        |
| Ret     | Harold Daniell    | Norton      | Ret        |        |
| Ret     | Geoff Duke        | Norton      | Ret        |        |
| Ret     | Mike Featherstone | AJS         | Ret        |        |
| Ret     | Les Graham        | AJS         | Ret        |        |
| Ret     | William Hall      | Triumph     | Ret        |        |
| Ret     | Georges Houel     | Gilera      | Ret        |        |
| Ret     | Johnny Lockett    | Norton      | Ret        |        |
| Ret     | Bill Lomas        | Velocette   | Ret        |        |
| Ret     | Léon Martin       | Norton      | Ret        |        |
| Ret     | Sidney Mason      | Norton      | Ret        |        |
| Ret     | Eric McPherson    | AJS         | Ret        |        |
| Ret     | George Morrisson  | Norton      | Ret        |        |
| Ret     | Albert Moule      | Norton      | Ret        |        |
| Ret     | Charlie Salt      | Velocette   | Ret        |        |
| Ret     | Oliver Scott      | Norton      | Ret        |        |
| Ret     | Ernie Thomas      | Triumph     | Ret        |        |
| Ret     | Lous van Rijswijk | Triumph     | Ret        |        |
| Ret     | Vic Willoughby    | Norton      | Ret        |        |
| Fuente: |                   |             |            |        |

### Resultados 350cc
| Pos     | Piloto              | Constructor | Tiempo  | Puntos |
| ------- | ------------------- | ----------- | ------- | ------ |
| 1       | Bob Foster          | Velocette   | 59:28.8 | 8      |
| 2       | Artie Bell          | Norton      | +24.6   | 6      |
| 3       | Geoff Duke          | Norton      | +55.0   | 4      |
| 4       | Bill Lomas          | Velocette   | +1:10.1 | 3      |
| 5       | Charlie Salt        | Velocette   | +1:30.4 | 2      |
| 6       | Harold Daniell      | Norton      | +1:35.8 | 1      |
| 7       | Ted Frend           | AJS         | +2:20.2 |        |
| 8       | Eric McPherson      | AJS         | +2:27.7 |        |
| 9       | Vic Willoughby      | Velocette   | +2:27.9 |        |
| 10      | Tommy Wood          | Velocette   | +2:28.7 |        |
| 11      | Harry Hinton        | Norton      |         |        |
| 12      | Dickie Dale         | AJS         |         |        |
| 13      | Sid Jensen          | AJS         |         |        |
| 14      | George Morrisson    | Norton      |         |        |
| 15      | Léon Martin         | Velocette   |         |        |
| 16      | Arthur Wheeler      | Velocette   |         |        |
| 17      | Ernie Thomas        | Velocette   |         |        |
| 18      | Fergus Anderson     | AJS         |         |        |
| 19      | Jim Swarbrick       | AJS         |         |        |
| 20      | Eric Oliver         | AJS         |         |        |
| 21      | Albert Moule        | Norton      |         |        |
| 22      | Jim Kentish         | AJS         |         |        |
| 23      | Vaino Hollming      | Velocette   |         |        |
| 24      | Wilf Sleightholme   | Velocette   |         |        |
| 25      | Auguste Goffin      | Norton      |         |        |
| 26      | Etienne Mernier     | Velocette   |         |        |
| 27      | Phil Heath          | Norton      |         |        |
| 28      | Sidney Mason        | Norton      |         |        |
| 29      | Albert Delabarre    | AJS         |         |        |
| 30      | Thorleif Andreassen | Velocette   |         |        |
| 31      | Firmin Dauwe        | AJS         |         |        |
| 32      | Sven Stern          | Velocette   |         |        |
| Fuente: |                     |             |         |        |